# Vera (kommun i Brasilien)
Vera är en kommun i Brasilien.   Den ligger i delstaten Mato Grosso, i den centrala delen av landet, 900 km väster om huvudstaden Brasília. Antalet invånare är 10 235.
I omgivningarna runt Vera växer i huvudsak städsegrön lövskog. Runt Vera är det mycket glesbefolkat, med 3 invånare per kvadratkilometer.